# قصص وقت النوم

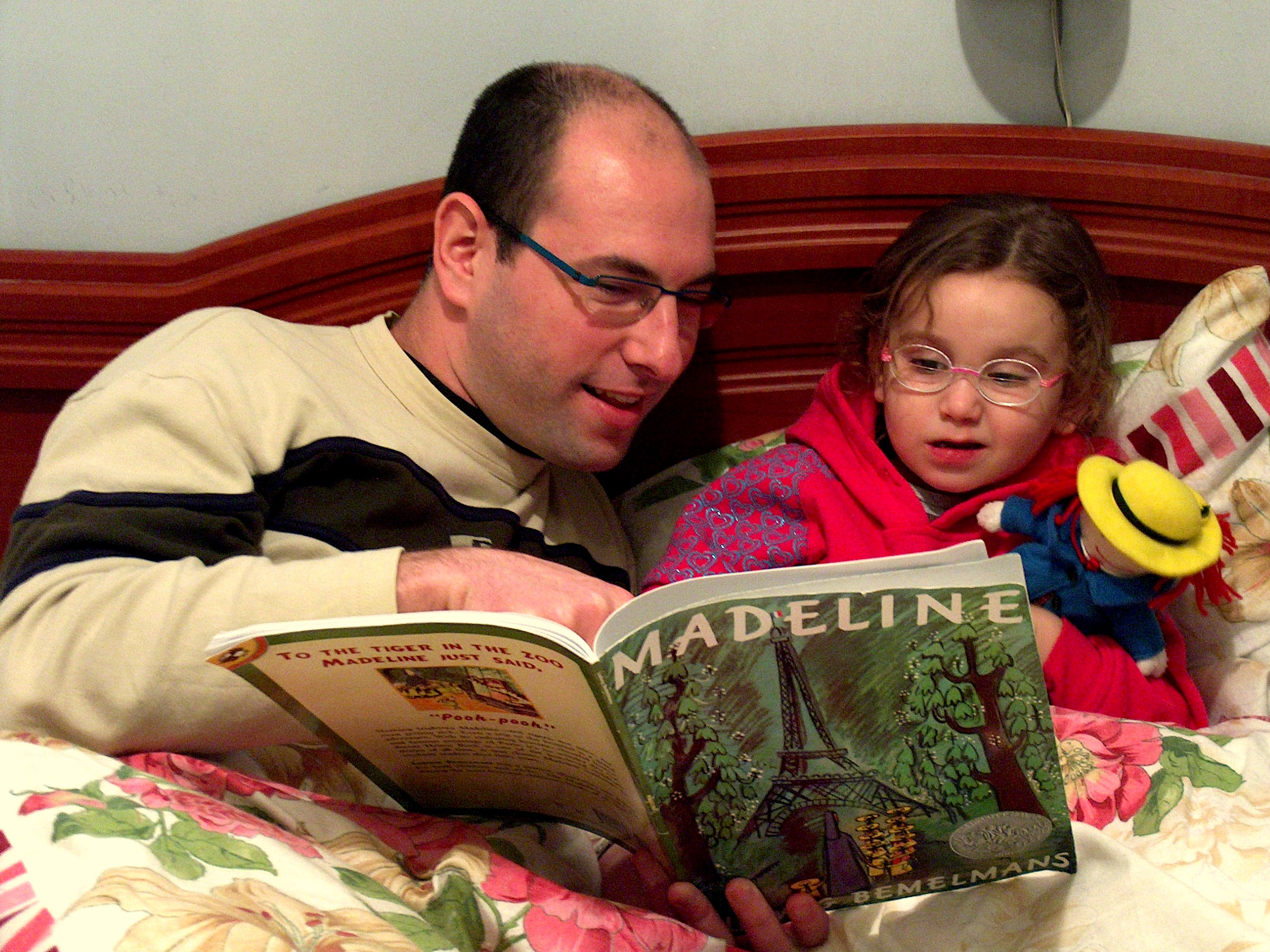

حكاية ما قبل النوم هي شكل تقليدي من اشكال رواية القصص، حيث تحكى القصة للطفل وهو في سريره ليستعد للنوم. حكاية ما قبل النوم اعتبرت على مدى طويل ك«تأسيس واضح في عديد من العائلات». حكاية القصص قبل النوم تعود بفوائد عديدة للاهل وللاطفال بالمثل. الروتين الثابت من رواية القصص قبل النوم يمكن ان يحسن من تقدم عقل الطفل، اتقان اللغة أكثر، وتحسين مهارات التفكير المنطقية. العلاقة ما بين السامع والراوي تخلق رابطه عاطفيه بين الاب أو الام وطفله. بسبب «قوة غريزة التقليد» لدى الطفل، الاب أو الام والقصص التي يروونها تمثل  نموذج للطفل ليتبعها.
حكايات ما قبل النوم أيضا مفيدة لتعليم الطفل كيفيه تلخيص الاخلاق الفضيلة مثل التعاطف، الاهتمام بالاخرين، وضبط النفس، اغلب الأطفال يقال عنهم بانهم«متعاطفين لا اراديا عندما يجربو أو يتخيلو مشاعر الاخرين». لذلك، حكايات ما قبل النوم قد تستخدم لمناقشة مواضيع أكثر سوداوية كالموت والعنصرية. كما حكايات ما قبل النوم تتوسع في المواضيع، عقل الطفل «سيتوسع من ناحيه المفهوم حول حياة ومشاعر الاخرين».
نسخ الكبار على شكل كتب صوتية تساعد الكبار على النوم من غير انهاء القصة.